# James Kennedy (zapaśnik)

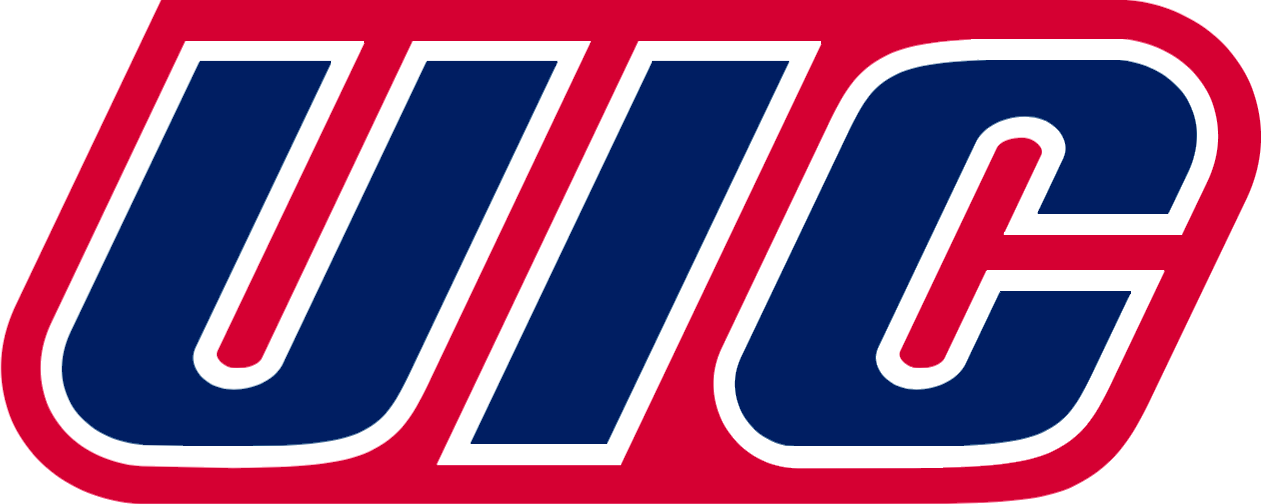
Zawodnik UIC Flames

James Kennedy (ur. 3 lipca 1988) – amerykański zapaśnik walczący w stylu wolnym. Zajął dziesiąte miejsce na mistrzostwach świata w 2014. Trzeci w Pucharze Świata w 2014 i szósty w 2013 roku.
Zawodnik Grant Community High School z Fox Lake i University of Illinois at Chicago. Trzy razy All-American (2008, 2009, 2011) w NCAA Division I, czwarty w 2008; piąty w 2009 i 2011 roku.